# Драга М. Ранковић
Драгутин М. Ранковић (Ракинац / Симићево, 7. новембар 1879 – Пожаревац, 22. март 1960) био је песник, публициста и правник, књижевни рад започео је као ученик Пожаревачке гимназије. Школске 1897/98. године био је потпредседник ђачке литерарне дружине „Развитак”. Студије права завршава у Женеви, као један од најбољих студената. Радио је у Окружном суду и у Окружном одбору у Пожаревцу. Учествовао је у ратовима од 1912. до 1918. године као резервни официр. По завршетку Првог светског рата био је начелник Министарства правде у Београду. Враћа се у Пожаревац 1920. године и ту отвара адвокатску канцеларију.

## Биографија
Рођен је у селу Ракинац, данашње Симићево 7. новембра 1879. године. Књижевни рад је започео као ученик Пожаревачке гимназије. Своје прве стихове читао је на састанима ђачке литерарне дружине " Развитак". Из гимназијског периода су и његов спев Кап у Бездан, који је, као посебно издање, штампан у штампарији Петра Јоцковића и друга (1896), и песма Гле (1898). Школске 1897/98. године био је потпредседник " Развитка". За политичку делатност определио се већ 1898. године, када је, као студент права на Великој школи у Београду, приступио "радикалском клубу" великошколске омладине, који је предводио Милан Грол. На четвртој години студија, због учешћа у студенстским демонстрацијама "против сената" (1902), као вођа демонстраната и "главни говорник", искључен је са београдског универзитета. Студије права, захваљујући оцу који је продао њиве у Ракинцу да би му омогућио наставак школовања, завршио је у Женеви. Дипломирао је као један од најбољих студената на женевском универзитету. 
После пада династије Обреновић (1903), Драгутин Ранковић враћа се у Пожаревац и приступа Самосталној радикалној странци. Радио је у Окружном суду и у Окружном одбору у Пожаревцу. Од 1907. године сарађивао је у часопису "Архив за правне и друштвене науке", у коме је писао и о "завереничком питању". Уређивао је у Пожаревцу орган самосталних радикала "Мали одјек" (1908) и "Окружне новине" (1911). Од 1907. до 1912. године објављивао је политичке и стручне прилоге у "Дневном листу", "Одјеку", "Браничу" и "Грађанину". У ратовима од 1912. до 1918. године учествовао је као резервни официр. Иако је био ратни војни инвалид, прешао је Албанију за време Првог светског рата. Борио се и пушком и пером. На Крфу и у Солуну, где је водио и ратни дневник, написао је 1917. и 1918. године више чланака на француском језику који су, најчешће као уводници, објављивани у солунским и париским листовима. Сарађивао је и у крфским "Српским новинама" (1916). Пробој Солунског фронта завршио је у чину потпуковника.
По завршетку Првог светског рата био је начелник Министарства правде у Београду. Од 1920. године поново живи и ради у Пожаревцу, где отвара адвокатску канцеларију, покреће лист "Демократа" (1920-1923), чији је био власник и у чијем је уређивању имао одлучујућу реч, и постаје "незванични шеф" Демократске странке. Сарађивао је у листовима "Правда" (1918-1919, 1928), "Политика" (1923), "Југословенска њива", "Мисао", "Народ" (1926-1927), "Слободни грађанин" (1933), "Напред" (1940)... За народног посланика изабран је 1925. године, а у парламент је ушао и непосредно после Другог светског рата. Због његовог чланка За и против човека, у коме се, поред ставова о природи човека, протествује против гушења слободе и критикује инертност интелектуалаца, забрањен је 1940. године 75. број листа "Напред". Ранковић се залагао и за оснивање професионалног позоришта у Пожаревцу. Оставио је трага и у политичкој и у културној историји пожаревачког краја и Србије. Па ипак, Удружење књижевника Србије, одбило је 1956. године, вероватно из политичких разлога, да напише оцену његовог публицистичког, књижевног и уредничког рада, па му републички Савет за културу није одобрио статус уметника. С друге стране, ни држава му није признала права која припадају ратним војним инвалидима, па је старост дочекао у сиромаштву, са скромном чиновничком пензијом. Умро је 22. марта 1960. године у Пожаревцу. 